# Зилупе
Зилупе (латис.  Zilupe; раніше, до 1931 року, рос. Розеново; латг. Sīnuoja) — найсхідніше місто Латвії, адміністративний центр Зилупського краю. Розташоване у верхній течії річки Зилупе (Синюха), за 55 км на схід від міста Резекне та за 3 км від кордону з Росією (Псковська область).

## Історія
Засноване у 1900 році як селище при залізничній станції Розеновська на лінії Москва — Віндава. Назва пов’язана з тим, що станційний комплекс було збудовано на землі, відчуженій у барона Розена.
Найстаріша будівля міста розташована на вулиці Бривібас, 18. Спершу там була пошта, пізніше (з 1900 року) — залізнична школа, згодом музична школа. У 1912 році було зведено дерев’яну будівлю для народної школи. У 1920 році, після проголошення незалежності Латвії, Розеново перейменували на Зилупе. Тут розміщувався гарнізон прикордонної охорони, митниця, рота солдатів 9-го Резекненського полку. У 1925 році збудували нове кам’яне приміщення для школи — в його відкритті брав участь Яніс Райніс.
У 1931 році Зилупе отримало статус міста, а в 1938 році — герб, який символізував ідею прикордонного міста: щит золотого і червоного кольорів з ключем на ньому.
Мешканці на той час переважно займалися торгівлею, сільським господарством і ремісництвом. У місті працювали вальцьовий млин, пилорама, електростанція, майстерня з обробки вовни. Подорожувальників приймали готель, трактир, чайні, діяв буфет на вокзалі. Однією з туристичних цікавинок були ворота на кордоні Латвії та СРСР.
У радянський час місто було відоме виробництвом металевих виробів (дитячі санки та товари широкого вжитку), які виготовляли у місцевому цеху лудзенського заводу «Металіст». У місті працювали швейні та трикотажні майстерні, пекарня.
У 1949—1959 роках Зилупе було районним центром; згодом до 1 липня 2009 року місто входило до складу Лудзенського району, а з 2009 року і до адміністративної реформи 2021 року було центром Зилупського краю.
Після відновлення незалежності Латвії Зилупе стало прикордонним містом, а найближчий до нього пункт пропуску Терехово — основним на транзитному коридорі з Європи в Росію. Це сприяло розвитку у краї підприємництва, пов’язаного з транзитним бізнесом. Великий транзитний потік створював значне навантаження на інфраструктуру краю, черги на кордоні сягали 15 кілометрів. Це призводило до страйків водіїв, які перекривали трасу з вимогою враховувати їхні потреби.
Після економічної кризи 2008 року, попри високе безробіття, місто було повністю впорядковано, відремонтовано вулиці та міські об’єкти. Уже в 2008 році був капітально відремонтований дитячий садок, що одразу привабило дітей — їхня кількість зросла з 20 до понад 100. Завдяки зусиллям самоврядування мешканці можуть отримувати місцеву медичну допомогу, у місті діє сильна середня школа з програмою для нацменшин і викладанням частини предметів російською мовою. У Зилупе є новий стадіон, музично-художня школа, відремонтована бібліотека.
Зилупе власними силами провело реконструкцію тепломереж, об’єднавши їх в єдину систему і опалюючи біопаливом — дровами. Завдяки цьому місто має найнижчий у країні тариф на опалення. Створено пансіонат для літніх людей, оскільки населення старіє, а молодь виїжджає і не забирає старших родичів із собою.
Зилупе залучає європейське фінансування для розвитку інфраструктури та соціально-культурних об’єктів, інвестуючи також власні невеликі кошти.

## Назва
- Зилупе (латис. Zilupe;  вимова)
- Розенау (нім. Rosenau) — німецька назва від імені баронів Розенів, володарів містечка.
- Розеново (рос. Розеново) — російська назва, похідна від німецької.
- Резенмуйжа (пол. Rezenmujża)
- Сінуоя (латг. Sīnuoja)

## Географія
Розташоване місто на сході країни, над річкою Зилупе (Синюха).